# Quartier Magenta
Le quartier Magenta est un ancien quartier militaire situé à Fontainebleau, en France. Depuis le départ de l'armée, ses bâtiments sont en partie détruits et en partie réaménagés en logements.

## Situation et accès
Le terrain est situé entre le boulevard Magenta et la rue de l'Arbre-Sec (avec un accès au no 24 de cette rue pour les halles à fourrage), au sud-ouest de la ville de Fontainebleau, et plus largement au sud-ouest du département de Seine-et-Marne.

## Histoire

### Premier magasin à fourrage
Pour subvenir aux besoins d'une garnison de cavalerie, un magasin à fourrage, soit un entrepôt de nourriture animale, est construit en 1842 et 1843. L'augmentation de l'effectif militaire provoque une insuffisance du local et un troisième hangar est construit, adossé au mur de clôture du jardin.

### Incendie en 1886
Dans la nuit du 27 au 28 juin 1886, vers 2 h, une immense colonne de feu est aperçue au-dessus du magasin à fourrage par les habitants du quartier de la rue de l'Arbre-Sec qui crient « Au feu ! » et lancent l'alerte. Ils s'empressent de tous côtés avant que n'arrivent les pompiers et les troupes de la garnison.
Les combattants du feu mobilisent alors rapidement des véhicules de pompes de provenance diverse : de la ville mais également du génie militaire, du château, de l'École d'application de l'artillerie et de la gare. Les deux principaux hangars, contenant d'importantes quantités de foin et de paille, périssent dans les flammes. On anticipe leur propagation vers le troisième hangar, celui adossé au mur, qui a ainsi pu être préservé. En outre, les conditions météoroligiques de cette nuit dont le vent trop faible épargnent le développement potentiel de l'incendie dans le quartier civil.
L'incendie, devenu plus facilement maîtrisable et avec une emprise diminuée, perdure cependant encore plusieurs jours, ce même après l'effondrement des toitures. Ce n'est après une extinction progressive et un déblaiement partiel des hangars que les pompiers et les hommes de la garnison se retirent des lieux vers midi du 30 juin. La perte provoquée par le sinistre, tant immobilière qu'en fourrage, est alors évaluée à 150 000 francs,.

### Reconstruction du magasin à fourrage

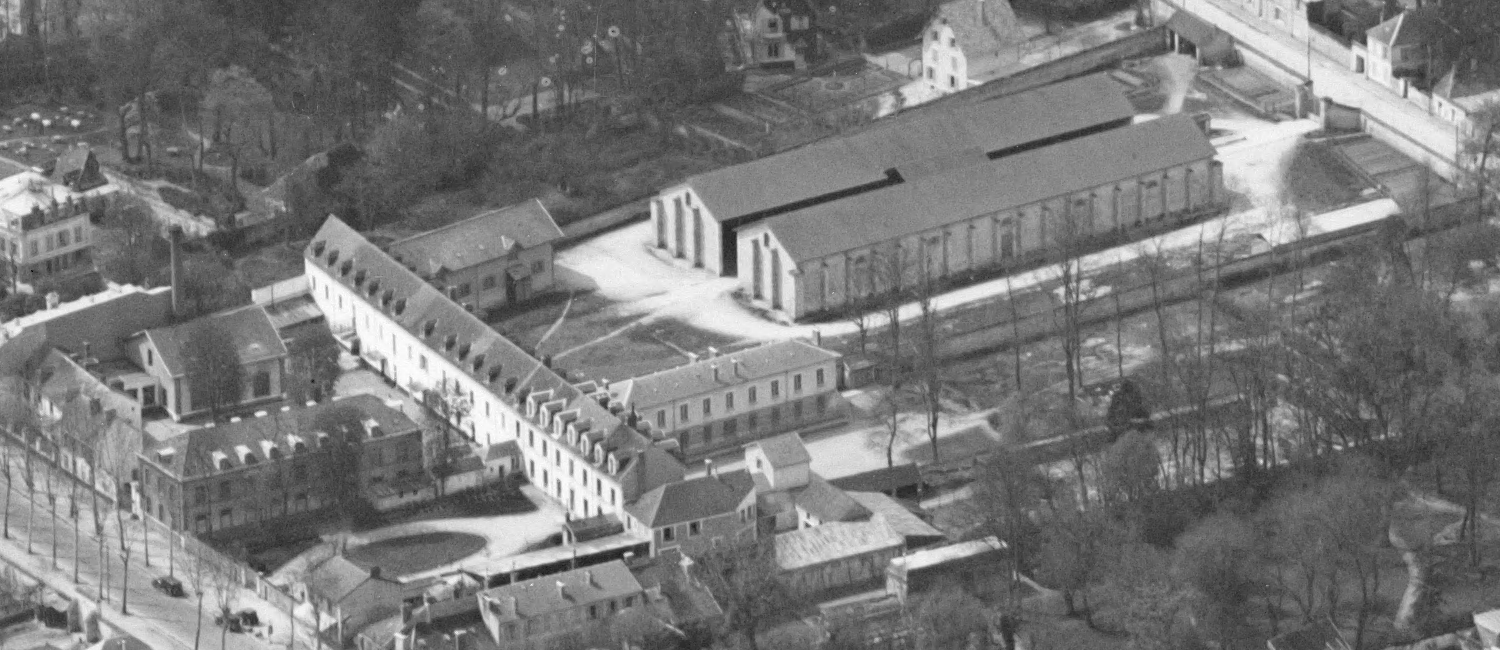
Vue aérienne des bâtiments du quartier, en avril 1935.

Dans sa séance du 2 juillet 1886, le conseil municipal accueille une requête des habitants à proximité du magasin à fourrage, reconnaît qu'une telle installation inflammable présente une nature dangereuse et déclare indispensable son déplacement pour la sécurité publique. En juin 1887, soit un an après l'incendie, le magasin est échafaudé. Malgré les protestations des habitants, il est finalement décidé de le reconstruire sur le même emplacement,. En juillet de la même année, on en reconstruit les gros murs.
Dans les années 1900, les magasins à fourrage fournissant l'armée sont clôturés et gardés. Un bureau est également installé pour son gestionnaire, où les registres sont préservés dans un coffre-fort. Ce dernier est par ailleurs dérobé pour l'argent qu'il contient, le 24 août 1908,.

### Départ des militaires
En juillet 1998, Fontainebleau — depuis longtemps ville de garnison — est ébranlée par l'annonce du reformatage des armées : 
le 4e régiment du matériel est dissous, le 602e régiment de circulation routière part en Gironde, l'École interarmées des sports doit partir à Brest en 2003. Au total, 2 300 des 2 400 soldats basés sur la ville partent et abandonnent ainsi des terrains militaires. Le quartier Magenta qui en fait partie, aspire à une reconversion : on projette d'y abriter l'Institut européen de développement durable ou bien des installations de la Fédération française d'équitation qui se dit intéressée, la Ville se réservant l'usage des deux halles à fourrage et prévoyant de les réhabiliter.

### Réhabilitation des halles
Dans les années 2010, les halles font l'objet d'un projet de réhabilitation. Elles doivent être transformées en bureaux avec deux nouvelles constructions sur son terrain pour accueillir un restaurant d'entreprise et un cabinet d'imagerie médicale. La somme de l'investissement total s'élève à 15 millions d'euros hors taxes dont l'acquisition du site à 1,8 million.

## Structure
Les halles jumelles et parallèles sont construites en grès de Fontainebleau et couvertes de tuiles. Elle s'étendent sur 65,20 mètres de longueur, 14 mètres de largeur et 11 mètres de hauteur. Conçues pour récupérer le fourrage, elles sont séparées par une bande pavée de 4 mètres pour la circulation de petits véhicules de transport et ne présentes donc pas de façades intérieures mais une série de poteaux.